# ATP de Nice de 2013
O ATP de Nice de 2013 foi um torneio de tênis masculino disputado em quadras de saibro na cidade de Nice, na França. Esta foi a 29ª edição do evento, realizado no Nice Lawn Tennis Club.

## Distribuição de pontos
| Evento  | V   | F   | SF | QF | Segunda rodada | Primeira rodada | Q  | Q3 | Q2 | Q1 |
| Simples | 250 | 150 | 90 | 45 | 20             | 0               | 12 | 6  | 0  | 0  |
| Duplas  | 250 | 150 | 90 | 45 | 0              | —               | —  | —  | —  | —  |

## Chave de simples

### Cabeças de chave
| País | Jogador           | Rank1 | Cabeça |
| ---- | ----------------- | ----- | ------ |
| CZE  | Tomáš Berdych     | 6     | 1      |
| FRA  | Gilles Simon      | 17    | 2      |
| USA  | Sam Querrey       | 19    | 3      |
| USA  | John Isner        | 20    | 4      |
| ITA  | Andreas Seppi     | 21    | 5      |
| ITA  | Fabio Fognini     | 25    | 6      |
| ESP  | Marcel Granollers | 37    | 7      |
| UZB  | Denis Istomin     | 45    | 8      |

- 1 Rankings como em 13 de maio de 2013

### Outros participantes
Os seguintes jogadores receberam convites para a chave de simples:
- Lleyton Hewitt
- Gaël Monfils
- Édouard Roger-Vasselin

Os seguintes jogadores entraram na chave de simples através do qualificatório:
- Marco Cecchinato
- Rogério Dutra Silva
- Guillaume Rufin
- Sergiy Stakhovsky

O seguinte jogador entrou na chave principal como lucky loser:
- Ryan Harrison

O seguinte jogador entrou na chave principal como alternate:
- Albert Montañés

### Desistências
Antes do torneio
- Brian Baker
- Tomáš Berdych (fadiga)
- Bernard Tomic (motivos pessoais)
- Marcel Granollers (lesão no ombro)
- Xavier Malisse
- Benoît Paire

Durante o torneio
- Alejandro Falla (lesão na panturrilha direita)

## Chave de duplas

### Cabeças de chave
| País | Jogador              | País | Jogador           | Rank1 | Cabeça |
| ---- | -------------------- | ---- | ----------------- | ----- | ------ |
| PAK  | Aisam-ul-Haq Qureshi | NED  | Jean-Julien Rojer | 15    | 1      |
| POL  | Mariusz Fyrstenberg  | POL  | Marcin Matkowski  | 61    | 2      |
| USA  | Eric Butorac         | CZE  | Lukáš Dlouhý      | 83    | 3      |
| ITA  | Daniele Bracciali    | ITA  | Potito Starace    | 86    | 4      |

- 1 Rankings como em 13 de maio de 2013

### Outros participantes
As seguintes parcerias receberam convites para a chave de duplas:
- Pablo Andújar /  Albert Ramos
- Alexandre Massa /  Alexandre Pierson

A seguinte parceria entrou na chave de duplas como alternate:
- Jaroslav Levinský /  Lu Yen-hsun

## Campeões

### Simples
- Albert Montañés venceu  Gaël Monfils, 6–0, 7–6(7–3)

### Duplas
- Johan Brunström /  Raven Klaasen venceram  Juan Sebastián Cabal /  Robert Farah, 6–3, 6–2